# 奧涅加區

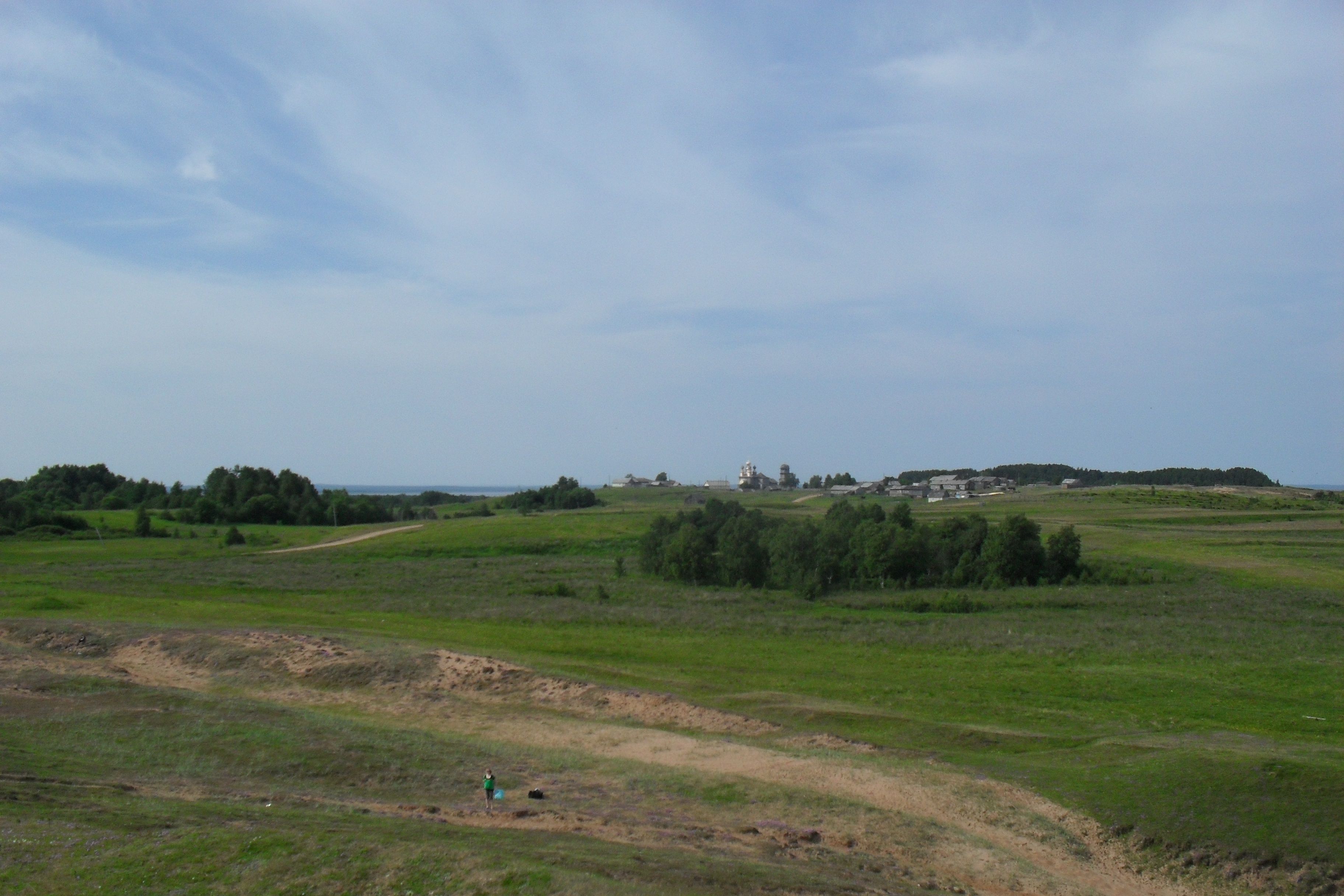

63°43′N 37°27′E / 63.717°N 37.450°E
奧涅加區（俄语：Онежский район），是俄羅斯的一個區，位於該國西北部，由阿爾漢格爾斯克州負責管轄，始建於1929年7月15日，面積23,740平方公里，2010年人口14,017，人口密度每平方公里0.59人。